# Woodchuck
Woodchuck (ウッド・チャック?) è un personaggio immaginario, protagonista del franchise giapponese Record of Lodoss War, ideato da Ryō Mizuno. Woodchuck è uno dei protagonisti della serie OAV Record of Lodoss War.

## Il personaggio
Woodchuck, spesso abbreviato in Wood, è un ladro e giocatore d'azzardo, che vaga per l'isola di Lodoss in cerca di ricchezze. Viene salvato da Parn presso Fort Myce, dove era tenuto prigioniero e per riconoscenza nei suoi confronti decide di seguirlo ed aiutarlo nella sua missione, nonostante gli altri compagni non siano affatto d'accordo di avere un ladro nel gruppo.
Infatti Woodchuck oltre ad essere, per natura stessa della sua professione, poco affidabile è anche di carattere scostante ed arrogante. Tuttavia si rivelerà un valido alleato per Parn e gli altri arrivando ad essere considerato alla fine anche un vero amico. Nel finale della prima parte della storia degli OAV, quando Karla esce dal corpo di Lelia, si rifugia nel corpo di Woodchuck, prendendo possesso del suo corpo e della sua mente per più di dieci anni. La storia dell'anime tuttavia non rivela cosa accadde a Woodchuck quando lo spirito di Karla libera il suo corpo.

Il suo nome, in inglese, viene usato per definire colloquialmente la marmotta americana e, curiosamente, il personaggio viene visto per la prima volta mentre sonnecchia in un angolo delle celle sotterranee di Fort Myce, similmente a una marmotta in letargo nella sua tana.

### Aspetto
Wood è un uomo alto e scarno, dal viso molto magro e scavato e dai capelli neri e lunghi tenuti da una fascia arancione. Si presenta come un tipo grezzo e trasandato, coi capelli in disordine (nonostante la fascia), cicatrici sul mento, un mantello rosso logoro e strappato e con modi di fare poco educati. È vestito con una tunica nera coperta da un busto rinforzato, pantaloni bluastri ed è armato di parecchi tipi di coltelli.

### Poteri e abilità
Woodchuck non è dotato di particolari poteri, magici o non. È però molto bravo nell'uso dei coltelli, sia nel corpo a corpo, sia nel lancio a distanza. Ha anche un'ottima mira e riesce a centrare la pupilla di un occhio di un drago da discreta distanza.

## Doppiatori
In Record of Lodoss War, Woodchuck è doppiato in giapponese da Norio Wakamoto, in inglese da Jaques Le Can, in italiano da Giovanni Battezzato, in francese da Philippe Roullier, in Spagnolo da Miguel Marquillas ed in tedesco da Phillip Moog.